# Revolta d'Andidjan
Revolta d'Andidjan fou una rebel·lió nacionalista que va esclatar el 30 de maig de 1898 (18 de maig segons l'antic calendari) quan 200 homes amb poques armes van atacar a les forces russes a Andidjan (antic kanat de Kokand) sota la direcció de xeic sufita nakhsbandita Dukči Išān Muhammad Ali Madali (vers 1856-1898).
22 soldats russos van morir i 18 van ser ferits; altres atacs simultanis van fallar a Margilan i Ush. 18 participants foren executats entre ells el líder. 546 rebel foren arrestats i 356 foren empresonats i condemnats a penes de treballs forçats o desterrats a Sibèria (163 foren alliberats). El cap rebel pensava que era delegat de l'Imperi Otomà (però el títol del nomenament es va demostrar fals, tot i que ell no ho sabia); fou declarat kan el dia abans de la revolta.
La meitat dels rebels eren kirguisos que el 1875 s'havien revoltat contra el kan Khudoyar (que va regnar del 1845 al 1858, el 1862-1863, i del 1865 al 1875) i havien estat una de les causes de l'ensorrament del kanat.